# DVB-S3

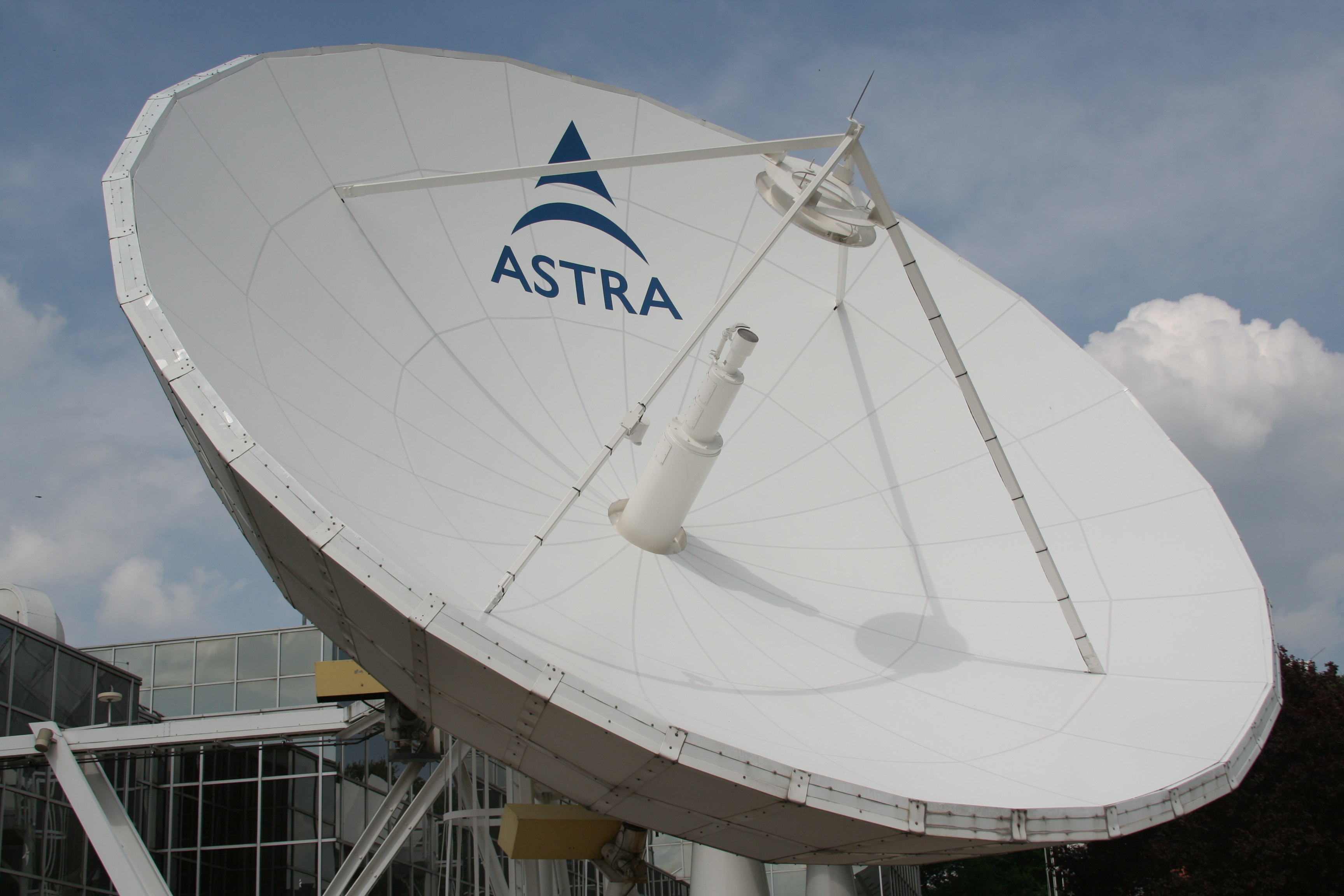
Radiodifusió per satèl·lit

Digital Video Broadcasting by Satellite – Third Generation (DVB-S3) serà el futur estàndard que s'utilitzarà a Europa per la transmissió de la televisió digital, com a successor de l'estandarditzat DVB-S2.

## La situació actual
Quan es va crear el DVB-S2 es va arribar a dir que s'havia arribat al límit del  teorema de Shannon, i per tant, de la possible millora de l'estàndard DVB per satèl·lit. Però els darrers mesos, s'ha estat parlant molt sobre el tema, ja que hi ha certa divergència d'opinions dintre els respectius organismes tals com, EBU (European Broadcasting union) o ETSI (European Telecommunications Standard Institute) per tal d'adoptar aquesta nova generació.
La causa d'aquest debat és ben evident, i es parla de si realment són unes millores prou significatives per a generar una inversió d'aquestes característiques tan elevades a partir d'una tecnologia inventada per una empresa privada del sector. Així doncs, la principal diferència respecte a l'estàndard DVB-S2, és que el DVB-S2 formaria part d'un projecte internacional d'indústries del sector, mentre que el nou estàndard provindria de l'empresa privada.
De totes maneres, moltes fonts i experts, apunten que això és una qüestió a resoldre en un període de mitjà termini per tal de buscar un acord entre les empreses del sector, i així poder adoptar el nou DVB-S3 com una nova norma estandarditzada a partir del sistema implementat en el NS3 i en el CCT(Clean Channel Technology), dissenyats per les respectives empreses Novelsat i Newtec.
Esmentar que el sistema NS3 ha estat provada amb èxit en els satèl·lits de Eutelsat, AsiaSat 5, Amos y alguns de Intelsat.

## Característiques tècniques
NS3 proporciona una millora entre el 20% i el 37% segons la constel·lació utilitzada en comparació del DVB-S2.
Aquest nou equipament té la capacitat de suportar una única portadora de 72Mhz.
A més a més, té l'habilitat de processar una amplada de banda de senyals d'alta qualitat per entregues superiors a 358Mbps.
En el DVB-S2 entre canal i canal era necessari deixar un roll-off del 20% aproximadament, en el nou sistema implementat, tan sols es necessita un 5% de l'amplada de banda de cada canal.
Si es representa l'eficiència espectral entre el [bits/sec/Hz] en funció de la CNR(Relació portadora/soroll), el nou sistema és, al llarg de tot el rang, sempre millor que el DVB-S2.

## Demostració dels canvis tècnics

### CNR de 8dB (Condicions normals de relació portadora/soroll)
El modulador/codificador utilitzat per la comparativa entre el NS3 i el DVB-S2, es va configurar pel DVB-S2 de la següent manera: mode 8APSK ¾ amb un roll-off del 20% i la velocitat de transmissió va ser de 65,3Mbps. Es pot confirmar, que això és la millor configuració possible perquè no tingui cap error. Ja que si es canviava la configuració a una constel·lació més gran, 16APSK 2/3, ja es veia com l'espectre estava emmascarat i per tant, tenía errors.
Per la mateixa configuració en el sistema NS3 va estar absent d'errors i a més a més es va poder configurar a un mode 16APSK 19/30 el qual va donar zero errors i una taxa de bits de 83,8Mbps.

### CNR de 18,4dB i 72Mhz (Condicions d'alta relació de portadora/soroll)
Per aquesta noves condicions cal esmentar que en el sistema DVB-S2 el límit està en CNR de 15.5dB i per tant, no té compatibilitat en constel·lacions superiors a 32APSK.
De totes maneres el modulador pel DVB-S2 es va configurar al màxim de la seva capacitat; mode 32APSK 9/10 amb un roll-off del 20% i es va obtenir un resultat d'una taxa de bits de 261,4Mbps.
Per aquestes mateixes condicions es va configurar el NS3, el qual si que va permetre ser modulat per constel·lacions majors de 32APSK, de tal manera que es va configurar a 64APSK 9/10, obtenint un valor de taxa de bits de 357,6Mbps.
Així doncs, el futur DVB-S3 contindrà un protocol del 36,8% de millora a la taxa de bits respecte al DVB-S2 per aquestes condicions descrites.